# Адмирал Хипер (тежък крайцер, 1937)
Вижте пояснителната страница за други значения на Хипер.
Адмирал Хипер (на немски: Admiral Hipper) е тежък крайцер на Кригсмарине от времето на Втората световна война. Главен кораб на едноименния тип. Участва в бойните действия, в т.ч. в нахлуването в Норвегия, атаките над съюзните атлантически конвои, а също и в сраженията в арктически води. Потопен от британската авиация на 3 май 1945 г. в Кил.

## Построяване
На 30 октомври 1934 г. фирмата „Блом унд Фосс“ в Хамбург получава официална поръчка за главния кораб на серията, „крайцер H“ – „Ерзац „Хамбург““. Започва разработката на работните чертежи (при това официално Германия се намира под действие на Версайските ограничения).
На 6 юли 1935 г. корабът е официално заложен, спуснат е на вода на 6 февруари 1937 г. Стапелният период отнема година и половина. Предаден е на флота на 29 април 1939 г.

## Конструкция
Формата на корпуса напомня на тази използвана при лекия крайцер „Лайпциг“ – с були, изразена бълбов нос и вътрешен пояс, включен в системата на общата здравина. Корпусът е изпълнен по надлъжната схема, с използването на стомана ST-52.
Крайцерът има двойно дъно, разделено от седем надлъжни прегради, което достига до двойния борд. Двойното дъно и двойния борд се простират на 72% от дължината на кораба.
Външната обшивка се крепи за сметка на заваръчни съединения, освен при тези зони, където нейната роля играят броневите листове, които се нитоват към останалите части на обшивката с помощта на накладки. Крайцерът е разделен на 14 изолирани отсека.
Отсеци:
- снарядни погреби за главния калибър II и X;
- турбини III и V;
- котли VI, VII, VIII.

Има устройство за пасивна стабилизация на люлеенето тип цистерни на Фрам.

## Въоръжение

### Главен калибър
Осем 203 мм оръдия разположени по традиционната „линкорна“ схема: в 4 двуоръдейни кули, по 2 в носа и в кърмата.
Ниските кули тежат по 249 т, горните – по 262 т (доп. оборудване – далекомери и т.н.)
Ъгли на възвишение: до +37°, на снижение до –10° (освен носовата кула). Хоризонтални ъгли около 300°.
За презареждане стволът на оръдието следва да се постави под ъгъл 3°.
Оръдие: на фирмата „Круп“, SKC/34
Пълна дължина 60 калибра, Дължина на ствола 57 калибра. Тегло на оръдието със затвора – 20,7 т. Снарядът тежи 122 кг. Начална скорост 925 м/с. Живучест на ствола 300 изстрела.
Максимална далечина на стрелбата – 33,5 км
Нормален боекомплект: 120 снаряда на ствол.

### Зенитно въоръжение
6 двуоръдейни 105 мм установки C/31 (LC/31), имащи стабилизация по три плоскости (при никой друг чужд крайцер). Дължина на оръдията 65 калибра (на ствола 60,5), тегло на оръдие със затвора – 4,56 т, Макс. вертикален ъгъл: +80°, на снижение: −8°. Тегло на снаряда 15 кг, макс. далечина на стрелбата 17 км.
6 двуоръдейни 37 мм оръдия SKC/30 в сдвоени стабилизирани (жиростабилизация) установки.
10 едностволни 20 мм оръдия.

### Торпедно въоръжение
4 тритръбни 533 мм торпедни апарата (запас торпеда – 10 бр.)

### Брониране
Цялата хоризонтална и вертикална защита е изпълнена от бронева стомана „Круп“ марка Whn/a – „Вотан“.
Наклонът на броневия пояс е 12,5° навън, прикрива 70% от дължината на кораба, и се затваря от 80-мм траверси.
Челната броня на кулите на ГК е 160 мм. Отгоре отпред е 105 мм, отстрани – 80, покрив – 70 мм.

### Енергетична установка
Водотръбни котли система „Ла Монт“ (налягане 80 атм., температура 450 °C, паропроизводителност 50 т/ч). На котва се използва спомагателен котел с налягане на парата от 25 атм.
ТЗА „Blohm und Voss“ максимално на вал 320 об/мин.
При стоянка се използва спомагателен котел с налягане на парата 25 атм.
За изработка на електроенергията се използват 6 турбогенератора (4 с електрическа мощност по 460 кВ и 2 по 230 кВт) и 4 резервни дизелгенератора.
Запасът гориво е 3700 тона.

## История на службата
Първи командир – капитан 1-ви ранг Хелмут Хейе.
Почти веднага след влизането му в строй е констатирана прекомерната заливаемост на носовия край. За да се отстрани този недостатък, през юли 1939 крайцерът е поставен в док, където, освен изменение на формата на форщевена (приема т.нар. „атлантически“, частично извит нагоре профил), коминът е оборудван с козирка, а също е изменен неудобния за командването преден мостик. През септември 1939 г. в Балтийско море се състоят учебните стрелби на крайцера по стария броненосец „Хесен“, станал кораб-мишена. В периода ноември-декември 1939 г. „Адмирал Хипер“ се намира в дока на завода „Блом и Фосс“, след което до януари 1940 г. е при достроечната стена на завода. На 31 януари последва заповед да се яви във Вилхелмсхафен за участие в активни операции. Там за две седмици на кораба е поставен радар.
На 18 февруари отплава от Вилхелмсхафен за участие в операцията „Нордмарк“. На 20 февруари се връща във Вилхелмсхафен.

### Операция „Учения на Везер“
По време на реализацията на плана за нахлуване в Норвегия „Адмирал Хипер“ оглавява Група 2, предназначена за превземането на порт Тронхайм. На 6 април отплава от Куксхафен.
По пътя към целта, плавайки на помощ на разрушителя „Z-11 Bernd von Arnim“, атакува и унищожава английския разрушител „Глоууорм“ (HMS Glowworm) (който успява да го таранира).
Атакува брегова батарея на норвежците в Хисен, подавлявайки я с огъня си.
След доставката на десанта в Тронхайм, поради повредите (от „Глоууорм“), отплава за Германия.
Ремонтът отнема 3 седмици. На 8 май крайцерът, преминавайки следремонтните изпитания, се насочва за източна Балтика. На 29 май е отзован обратно в Кил.

### Операция „Джуно“
На 4 юни в състава на съединение излиза в морето.
На 7 юни съединението среща британските танкер „Ойл Пайонир“ (5700 брт.) и траулера „Джунипър“. Изразходвайки 97 105 мм снаряда унищожава траулера. След това настига и унищожава британския войскови транспорт „Орама“ (19840 брт.) с 54 203-мм снаряда.
На 8 юни (9) пристига в Тронхайм.
На 27 юни напуска Тронхайм със задача борба с британското корабоплаване. Пленява норвежкия „Естер Торден“ (1940 брт.)
На 11 август се връща във Вилхелмсхафен.
До края на август стои на док в Кил.
На 24 септември корабът напуска Кил под командването на капитан 1-ви ранг Майзел. Във връзка с постоянните повреди на енергетичната установка (стига се дори до пожар) е принуден да се върне в Германия, където в завода на „Блом унд Фосс“ през целия октомври поправят неговата СЕУ.

### „Нордзеетур“
На 30 ноември 1940 г. „АХ“ излиза на единично рейдерство по Атлантическите комуникации.
На 24 декември 1940 г. засича войсковия конвой „WS-5A“, който се прикрива от крайцера „Беруик“ (HMS Berwick (65)) и леките крайцери „Бонавенчур“ (HMS Bonaventure (31)) и „Дънидин“ (HMS Dunedin) освен това и самолетоносача „Фюриъс“ (HMS Furious (47)), както и няколко разрушителя.
На 25 декември 1940 г. се сближава с конвоя и „АХ“ открива огън по „Беруик“. Откривайки мощната охрана на конвоя „АХ“ се отказва от последващи атаки. Резултатът е: 4 203 мм снаряда на „АХ“ попадат в „Беруик“ (остава на вода с ход), някои повреди от 105 мм оръдия на „АХ“ получават два търговски съда. Самият „АХ“ няма повреди.
Излизайки от съприкосновение с конвоя „АХ“ след ден среща търговския параход „Джамана“ (6078 брт.), който унищожава. На 27 декември 1940 г. пристига в Брест.
Ремонт до 27 януари 1941 г.
На 1 февруари 1941 г. отплава от Брест за пореден рейд в Атлантика.
На 11 февруари пленява парахода „Делия“ изостанал от конвоя „HG-53“.
На 12 февруари открива конвоя „SLS-64“, състоящ се от 19 съда без ескорт.
В течение на 2,5 часа „АХ“ потопява 7 съда (пет английски, един норвежки и един гръцки) с общ тонаж 32806 т, изразходвайки 227 203-мм снаряда, 760 105-мм снаряда, 172 малокалибрени и 12 торпеда. Още 3 съда получават значителни повреди, но успяват да се доберат до финалните си спирки. Това е най-големият успех на „АХ“.
На 14 февруари се връща в Брест.
На 15 март 1941 г. напуска Брест с цел да премине в Германия. На 28 март пристига в Кил.
Крайцерът е изпратен в корабостроителницата „Дойче Верке“, където остава до края на октомври. Увеличена е емкостта на цистерните за гориво. След това е изпратен в корабостроителница „Блом унд Фосс“, където бива оборудвам с размагнитващо устройство и му е нанесен камуфлаж.
На 18 март 1942 г. отплава от Кил. На 21 март пристига в Тронхайм. Влиза в състава на корабите от група „СЕВЕР“, командващ – адмирал Карлс.
На 24 септември 1942 отплава от Борген за Алта фиорд за провеждането на операции „Царица“. На 27 септември изпълнил задачата се връща в Борген.

### „Регенбоген“
На 30 декември 1942 г. крайцерът излиза в морето под командването на капитан 1-ви ранг Ханс Хартман за прихващане на конвоя „JW-51B“. Състава на групата: 6 разрушителя, „джобния линкор“ „Лютцов“, крайцерът „АХ“ командващ вицеадмирал Кюмец (флаг на „АХ“).
На 31 декември в резултат на бойно съприкосновение с Британските ВМС от корабите за прикритие на конвоя – леките крайцери „Шефилд“ (HMS Sheffield (C24)) и „Джамайка“ (HMS Jamaica (44)) получава 3 попадения от 152 мм снаряди (от крайцера „Шефилд“). 1-вия пробива корпуса под водолинията, взривява се в горивна цистерна срещу котелно отделение №3, огъвайки вътрешната преграда и пробивайки я с осколки. 2-рия пробива борда над ВЛ в отсек III, разрушавайки няколко помещения и предизвиквайки силен пожар. 3-тия уцелва хангара, взривява се в него, подпалва самолетите и поразява с осколки паропроводите и противопожарната магистрала. В резултат на повредите крайцерът губи 2/3 от мощността на ГЕУ и едва се добира до Каа фиорд на 1 януари 1943 г. След тази неудачна операция Хитлер заповядва да се изпратят всички надводни кораби на флота за скрап. Благодарение на старанията на Дьониц, заел поста на оттеглилия се в оставка Редер, корабът е изпратен в резерва (в Хотенхафен).

### Край на службата
На 1 януари 1945 г. е получена заповед да се извади крайцера от резерва.
На 29 януари 1945 г. крайцерът излиза в морето (под командването на капитана 1-ви ранг Ханс Хенигст).
Пристигайки в Кил, „АХ“, на 2 февруари, е поставен в дока на фирмата „Дойче Верке“.
На 3 май 1945 г. британското Бомбардировъчно Командване провежда авионападение над Кил. В хода на нападението крайцерът получава няколко попадения, на практически разоръженият кораб никой не се бори за неговата живучест, корабът е силно засегнат от избухналия пожар и ляга на дъното на дока.
След капитулацията на Германия при ремонта на дока е разкомплектован за метал в периода от 1948 до 1949 г.

## Коментари
1. ↑  Германските кораби при началото на тяхното строителство получават временни имена. За новите кораби се избират букви. Тези кораби, които трябва да заменят стари или загубени кораби получават приставката „Ерзац“ пред името на заменяемия кораб.
2. ↑  На стрелбите присъства съветска делегация, изпратена за изучаването на новите германски крайцери във връзка с плановете за покупка на еднотипния крайцер „Лютцов“.
3. ↑  Изчерпвайки всичките си възможности да повреди Хипер, Glowworm тръгва на таран и се взривява.
4. ↑  Влиза в историята като „Новогодишната битка“.